# 南佳也
南 佳也（みなみ よしや、1971年1月24日 - ）は、日本のAV男優、出張ホスト。

## 人物
- 本名は中谷茂朗。
- 石川県金沢市出身。
- 血液型はB型。
- 身長180cm、体重72kg、筋肉質の体で、八頭身のバランスの取れた体格をしている元祖イケメンAV男優。

- AV男優になったきっかけは、「若い内に出来ることをやっておこう」と芸能界を目指していたが、食べていけるのはほんの一握りの人間であることを知り、見切りをつけるために、エロ本で男優募集の求人を見つけて応募したことだった[2]。

- 女性ファンが多く、写真集も出ている。

- 2000年代に、長崎みなみ監督の女性向けAV作品に頻出していた。

- 酒は飲めない。

- 「かに道楽」という体位を考案した[3]。

- デビュー作は、汁男優100人と女優1人の作品で、100人もいると口臭がひどく、早く現場から抜け出したくて、100人中3番目に射精して、すぐに帰った[2]。それ以降、ぶっかけ作品はNG[2]。

## 出演作品

### アダルトビデオ（主な作品）
- 義母さんもうガマンできない[4] シリーズ（ロイヤルアート、1998～2002年）※VHS、2003～2005年にDVD化
- 沢木和也×南佳也のナンパ大帝国 シリーズ （アトラス21、2003～2004年）※VHS
- トランスイケメン軍団（チョコボール向井×南佳也×黒田将稔、三代目葵マリー）シリーズ（トランスコーポレーション）
  - イケメン温泉 爆乳素人編（2003年12月20日）
  - キャバ嬢だらけのAV現場見学ツアー（2004年1月20日）
  - イケメンナンパ合コン（2004年2月1日）
  - イケメン屋形船（2004年3月20日）
  - ザ・イケメン完全制覇（2004年7月20日）
- 南佳也に抱かれたAV女優達（ゾーンワークス、2003年5月1日）（渡瀬晶、川村智花、友崎りん、日高マリア）
- チャーミングエンジェル 南くん救出大作戦！（メディアステーション、2003年7月13日）※VHS
- 暴行現場ファイル シリーズ（アルファーインターナショナル、2004～2005年）
- ギリギリモザイク シリーズ（エスワン ナンバーワンスタイル、2005～2007年）
  - SEX ON THE BEACH ～南の島でパコパコ！（小澤マリア、穂花、あいだゆあ）
  - 水着でパコパコしよっ（麻美ゆま、MO☆MO）
  - 学校でセックスしよっ（麻美ゆま）
- 第1回 男優-1GP 覇根。（ROOKIE、2009年4月19日）（しみけん、イェーイ高島、森林原人、南佳也、黒田、クロサワ）
- 電撃専属デビュー 小林紗季 19才天才柔道少女[4]（アイエナジー、2013年5月9日）
- セクササイズ インストラクター 倉多まお（SODクリエイト、2015年4月23日）
- スポコス 汗だくSEX4本番！体育会系・長谷川るい（プレステージ、2016年7月15日）

他多数

### アダルトビデオ（女性向け作品）
- ECSTASY ～危険な香り～（V&Rプランニング、2003年5月21日）（南佳也、清水健）※VHS、2006年に配信
- 年下の男の子 義母のぬくもり　シリーズ（グラフィティジャパン、2004～2005年）
- 愛しき美男たちの絶頂 Face & Body Collection I、II [4]（グラフィティジャパン、2006年）（南佳也、小田切ジュン、沢井亮、中沢真 ほか）
- Club Prince 私の王子様（グラフィティジャパン、2006年10月19日）（南佳也、志戸哲也、服部義 ほか）
- Imagination Love　シリーズ（グラフィティジャパン、2007年）
- Eternal Record ～南佳也～[4]　シリーズ（グラフィティジャパン、2008年）
- Love Body 1st（Love Body、2008年11月1日）（鈴木一徹、南佳也、大島丈）
- イケメン×筋肉×AV男優 Best Collection （ROOKIE、2014年11月19日）
- 官能的なキス Vol.1（ROOKIE、2015年5月22日）※配信
- 肌から伝わる快感密着セックス Vol.3（ROOKIE、2015年8月7日）※配信
- 濡れる身体。感じる愛撫 Vol.4（ROOKIE、2015年8月28日）※配信
- いけない欲望 ～ホテル隠し撮り～　南佳也×朝倉ことみ（GIRL'S CH、2016年5月30日）※配信

他多数

### ピンク映画
- 愛人・夢野まりあ　私、激しいのが好きなの[5]（2001年）

※本名「中谷茂朗」で出演

## 出演番組
テレビ
- 深夜戦隊ガリンペロ （フジテレビ）

インターネット番組
- ムータンと吉村卓の「ねぇ、こっちむいてよ！」 第2話、ゲスト （ニコニコ生放送、2015年12月9日）

ネット配信
- 男優と男優　南佳也  （GIRL'S CH、前編：2014年4月23日公開、後編：2014年4月30日公開）

## 写真集
- 南佳也 Minami Yoshiya[6]（2002年、DVD付き）
- blight eyes　南佳也[7]（古川書房、2003年）